# 野胡麻属
野胡麻属（学名：Dodartia）是玄参科下的一个属，为多年生草本植物。该属仅有野胡麻（Dodartia orientalis）一种，分布于亚洲西部和中国西北部。